# Beppe Grillo (atleta)
Beppe Grillo (25 giugno 2003) è un velocista maltese.

## Biografia
Nato a Malta con il bisnonno paterno di origine siciliana, ha iniziato a praticare l'atletica leggera a 14 anni ma solamente dal 2022 in maniera semi-professionista.

## Record nazionali
Seniores
- 100 metri piani: 10"23 ( Smirne, 25 maggio 2024)[2]
- Staffetta 4×100 m: 40"51 ( Lignano Sabbiadoro, 14 luglio 2024) (Jacob El Aida Chaffey, Graham Pellegrini, Luke Bezzina, Beppe Grillo)
- Staffetta svedese: 1'55"14 ( Marsa, 11 giugno 2022) (Steve Camilleri, Beppe Grillo, Matthew Galea Soler, Benjamin Micallef)[3]

## Progressione

### 60 metri piani indoor
| Stagione | Misura  | Luogo     | Data     | Rank. Mond. |
| -------- | ------- | --------- | -------- | ----------- |
| 2025     | 6"83(i) | Apeldoorn | 8-3-2025 |             |
| 2023     | 6"95(i) | Istanbul  | 4-3-2023 |             |

### 100 metri piani
| Stagione | Misura | Luogo  | Data      | Rank. Mond. |
| -------- | ------ | ------ | --------- | ----------- |
| 2025     | 10"76  | Marsa  | 15-3-2025 |             |
| 2024     | 10"23  | Smirne | 25-5-2024 |             |
| 2023     | 10"66  | Marsa  | 30-5-2023 |             |
| 2022     | 10"73  | Marsa  | 7-7-2022  |             |

### 200 metri piani
| Stagione | Misura | Luogo   | Data      | Rank. Mond. |
| -------- | ------ | ------- | --------- | ----------- |
| 2024     | 21"35  | Marsa   | 30-6-2024 |             |
| 2023     | 21"42  | Chorzów | 22-6-2023 |             |
| 2022     | 21"80  | Marsa   | 11-6-2022 |             |

## Palmarès
| Anno | Manifestazione                        | Sede             | Evento            | Risultato   | Prestazione | Note  |
| ---- | ------------------------------------- | ---------------- | ----------------- | ----------- | ----------- | ----- |
| 2022 | Campionati dei piccoli stati d'Europa | Marsa            | 100 m piani       | Argento     | 10"65       | [ 4 ] |
| 2022 | Campionati dei piccoli stati d'Europa | Marsa            | 200 m piani       | 4º          | 21"80       | [ 5 ] |
| 2022 | Campionati dei piccoli stati d'Europa | Marsa            | Staffetta svedese | Argento     | 1'55"14     | [ 6 ] |
| 2022 | Mondiali U20                          | Cali             | 100 m piani       | Batteria    | 11"05       |       |
| 2023 | Europei indoor                        | Istanbul         | 60 m piani        | Batteria    | 6"95        | [ 7 ] |
| 2023 | Giochi dei piccoli stati d'Europa     | Marsa            | 100 m piani       | Bronzo      | 10"66       |       |
| 2023 | Giochi dei piccoli stati d'Europa     | Marsa            | 200 m piani       | 6º          | 21"59       |       |
| 2023 | Giochi dei piccoli stati d'Europa     | Marsa            | 4×100 m           | Oro         | 40"59       |       |
| 2023 | Europei U23                           | Espoo            | 100 m piani       | Batteria    | 10"91       |       |
| 2023 | Europei U23                           | Espoo            | 200 m piani       | Batteria    | 21"72       |       |
| 2024 | Campionati Mediterraneo U23           | Ismailia         | 100 m piani       | 4º          | 10"60       |       |
| 2024 | Campionati dei piccoli stati d'Europa | Gibilterra       | 100 m piani       | Argento     | 10"71       |       |
| 2024 | Campionati dei piccoli stati d'Europa | Gibilterra       | 200 m piani       | Bronzo      | 21"57       |       |
| 2024 | Campionati dei piccoli stati d'Europa | Gibilterra       | Staffetta svedese | Oro         | 1'54"24     |       |
| 2024 | Giochi olimpici                       | Parigi           | 100 m piani       | Preliminari | 10"69       |       |
| 2025 | Europei indoor                        | Apeldoorn        | 60 m piani        | Batteria    | 6"83        |       |
| 2025 | Mondiali indoor                       | Nanchino         | 60 m piani        | Batteria    | 6"87        |       |
| 2025 | Mondiali indoor                       | Nanchino         | 60 m piani        | Batteria    | 6"87        |       |
| 2025 | Giochi dei piccoli stati d'Europa     | Andorra La Vella | 100 m piani       | Bronzo      | 10"62       |       |
| 2025 | Giochi dei piccoli stati d'Europa     | Andorra La Vella | 200 m piani       | Oro         | 21"21       |       |
| 2025 | Giochi dei piccoli stati d'Europa     | Andorra La Vella | 4x100 m           | Argento     | 41"13       |       |

## Campionati nazionali
- 3 volte campione nazionale maltese dei 100 metri piani (2022, 2023, 2024)
- 2 volta campione nazionale maltese dei 200 metri piani (2022, 2024)

2022
- Oro ai campionati maltesi assoluti (Marsa), 100 m piani - 10"73
- Oro ai campionati maltesi assoluti (Marsa), 200 m piani - 21"87

2023
- Oro ai campionati maltesi assoluti (Marsa), 100 m piani - 10"52
- Argento ai campionati maltesi assoluti (Marsa), 200 m piani - 21"87

2024
- Oro ai campionati maltesi assoluti (Marsa), 100 m piani - 10"46
- Oro ai campionati maltesi assoluti (Marsa), 200 m piani - 21"35

## Altre competizioni internazionali
2023
- 6º ai Campionati europei a squadre, ( Chorzów), 100 m piani - 10"82
- 5º ai Campionati europei a squadre, ( Chorzów), 200 m piani - 21"42 RP
- Bronzo ai Campionati europei a squadre, ( Chorzów), staffetta 4x100 m - 41"11

2024
- Bronzo ai Campionati balcanici - ( Smirne), 100 m piani - 10"23
- Bronzo ai Campionati balcanici - ( Smirne), staffetta 4x100 m - 40"57